# Ключевское сельское поселение (Челябинская область)
Ключе́вское се́льское поселе́ние — муниципальное образование в Троицком районе Челябинской области Российской Федерации. В рамках административно-территориального устройства муниципальное образование  соответствует административно-территориальной единице Ключевский сельсовет.
Административный центр — село Ключевка.

## История
Статус и границы сельского поселения установлены Законом Челябинской области от 28 октября 2004 года № 315-ЗО «О статусе и границах Троицкого муниципального района и сельских поселений в его составе»

## Население
| 2002  | 2010  | 2011  | 2012  | 2013  | 2014  | 2015  |
| ----- | ----- | ----- | ----- | ----- | ----- | ----- |
| 2748  | ↘1799 | ↘1797 | ↘1773 | ↘1747 | ↘1734 | ↘1723 |
| 2016  | 2017  | 2018  | 2019  | 2020  | 2021  |       |
| ↘1693 | ↘1621 | ↘1607 | ↘1571 | ↘1500 | ↗1568 |       |

## Состав сельского поселения
| № | Населённый пункт | Тип населённого пункта       | Население |
| - | ---------------- | ---------------------------- | --------- |
| 1 | Каменная Речка   | посёлок                      | ↘642      |
| 2 | Ключевка         | село, административный центр | ↘1157     |